# Watchmen: Az őrzők (filmzenealbum)
A Watchmen: Az őrzők filmzenealbum (Watchmen: Music from the Motion Picture) 2009-ben megjelent zenei album, amely a Watchmen: Az őrzők (2009) című filmben hallható zeneszámokat tartalmazza.

## Számok listája
1. My Chemical Romance - "Desolation Row" - 3:01
2. Nat King Cole - "Unforgettable" - 3:28
3. Bob Dylan - "The Times They Are a-Changin'" - 3:14
4. Simon and Garfunkel - "The Sounds of Silence" - 3:07
5. Janis Joplin - "Me and Bobby McGee" - 4:31
6. KC and the Sunshine Band - "I'm Your Boogie Man" - 4:03
7. Billie Holiday - "You're My Thrill" - 3:24
8. Philip Glass - "Pruit Igoe" and "Prophecies" - 8:37
9. Leonard Cohen - "Hallelujah" - 4:37
10. The Jimi Hendrix Experience - "All Along the Watchtower" - 4:01
11. Budapest Symphony Orchestra - "Ride of the Valkyries" - 5:22
12. Nina Simone - "Pirate Jenny" - 6:39